# Veneno (DC Comics)
Veneno es un súper-esteroide poderosamente adictivo que aumenta la fuerza.

## Historia ficticia
De acuerdo con JSA Classified #17 (noviembre de 2006), Veneno es una variante potente basada en la fórmula Miraclo desarrollada en Productos Farmacéuticos Bannerman, la compañía farmacéutica que anteriormente pertenecía a Rex Tyler, el original Hourman, aunque no tiene la misma limitación de 60 minutos como Miraclo. La droga, generalmente es inyectada en un suministro constante en la base del cuello, inmediatamente transformando a alguien en una masa descomunal de fuerza física desenfrenada. El aparato de Bane incluía un "botón" para darle un choque de Veneno cuando fuese necesario. Sin embargo, cuando la droga desaparecía o cuando el usuario se separa de su suministro constante, su cuerpo retorna rápidamente a su estado original o, a veces incluso más débil, momento en el que el usuario sufre de retiro masivo debilitante, por lo general acompañado de horribles y aterradoras alucinaciones. La primera aparición de la droga fue en la historia de cinco partes, Batman: Venom, en Legends of the Dark Knight números 16-20. Batman se convirtió en adicto a la droga, mientras buscaba una manera de hacer frente a sus limitaciones físicas e imperfecciones, lo que le obligó a encerrarse en la Batcueva para "desintoxicarse" a sí mismo cuando se dio cuenta en lo dependiente de ella que se había convertido. Más tarde, esta volvió a emerger como la fuente de energía para Bane, que la utilizó para dominar y paralizar a Batman al romperle la espalda sobre la rodilla en la historia Knightfall. Una versión de la misma, enriquecida con una forma metabolizante de kryptonita, fue utilizada por el presidente Lex Luthor en la primera historia de "Superman/Batman", Batman llevó a especular que el uso de Veneno de Lex Luthor puede ser responsable de sus recientes y más "extravagantes" esquemas, como el intento de acusar a Superman de ser responsable de un meteorito de kryptonita del tamaño de Texas rumbo a la Tierra.

## Otras versiones
- En Batman Beyond, los parches de esteroides conocidos como "Slappers" contenían pequeñas dosis de Veneno. Ellos fueron utilizados principalmente como potenciadores de rendimiento en los deportes competitivos, aunque el uso de múltiples parches podría producir habilidades de combate como las de Bane. Sin embargo, si son utilizados ampliamente, los Slappers eventualmente paralizan al usuario como un efecto secundario.

## En otros medios

### Películas
- En las películas de Burton/Schumacher, la droga Veneno es fabricada por Pamela Isley (Hiedra Venenosa) para ser inyectada a las plantas por el poder de defenderse como si fueran animales. Su compañero de trabajo el Dr. Woodrue roba muestras basadas en Veneno y las rediseña con esteroides y toxinas para crear un ejército de súper soldados del que Bane sería el primero. Veneno parece tener la misma reacción física después de la inyección, pero deja al usuario sin sentido e insensible. Veneno es también parte de la transformación de Isley en Hiedra Venenosa. Woodrue llama Veneno a su "suero de súper soldado", invocando el nombre de la fórmula utilizada para crear al Capitán América en una forma similar en el universo Marvel.

### Videojuegos
- En el videojuego, Batman: Arkham Asylum, la Dra. Penny Young, una médica de Arkham, fabrica una forma más poderosa de Veneno con el nombre en código "Titán", bajo las órdenes de Jack White, alias el Joker, creyendo que las propiedades del Titán de mejorar la fuerza podrían ser utilizadas para ayudar a los pacientes a lidiar mejor con el tratamiento físico que tendría que soportar durante su terapia. Bane más tarde de mala gana se reinyecta el Veneno (ya que, en este punto se había deshecho de su adicción a las drogas y consideró que era una ayuda y una desventaja y utilizada solo por los débiles) por Joker para matar a Batman. El Joker más tarde revela que planea utilizar la nueva versión de "Titán" para que su ejército conquiste Gotham City. Después de Batman derrota a los matones del Joker y sus secuaces aliemntados con Titán, el Joker intenta dispararle al Comisionado Gordon con un dardo de Titán, pero Batman toma el dardo, usando en sí mismo un antídoto Titán que había desarrollado antes, incluso después de Joker se inyecta con Titán, prefiriendo luchar en lugar de permitir que el Joker le provocase a utilizar sus métodos. El Titán-Joker casi mata a Batman en su forma avanzada, pero más tarde el golpeado con un shock eléctrico y vuelve a la normalidad. La escena final muestra a Bane, Killer Croc, o el Espantapájaros apoderádose de una caja llena de Titán (en función de la tasa de finalización del jugador).

### Televisión
En la serie Young Justice, Santa Prisca, el lugar de nacimiento de Veneno, es presentado como el fabricante más grande de la droga, pero de repente empezó a acapararla. Batman envió al equipo Justicia Joven a averiguar por qué. Con el tiempo se revela que el Culto de Kobra ha comenzado a acaparar el Veneno con el fin de desarrollar una droga híbrido Veneno/Blockbuster, la combinación resultante creando una transformación permanente de la combinación de la fuerza de ambas transformaciones. Al final del episodio Santa Prisca es destruido junto con la planta de fabricación del Veneno y la fórmula híbrida. Sportsmaster sin embargo, es capaz de enviar un único frasco de la fórmula para la Luz, una organización secreta, de la que será capaz de revocar más ingeniería.